# Lukas Sinkiewicz
Lukas Sinkiewicz (Tychy, 9 ottobre 1985) è un ex calciatore tedesco, di ruolo difensore.